# سيدي عبد الله (إقليم الرحامنة)
 سيدي عبد الله (بالإنجليزية: SIDI ABDALLAH)‏ هي جماعة قروية تابعة لإقليم الرحامنة ضمن جهة مراكش أسفي بالمغرب. بلغ مجموع عدد سكان سيدي عبد الله  حسب إحصاءات 2004 حوالي 10175 نسمة من ببنهم 1 أجنبي يعيشون في 1488 أسرة.

## إحصاء عام
| السنة | عدد السكان | عدد الأسر | عدد الأجانب |
| ----- | ---------- | --------- | ----------- |
| 1994  | 10195      | 1419      | °°°°        |
| 2004  | 10175      | 1488      | 1           |